# Heini Otto
Heini Otto (* 24. srpna 1954 Amsterdam) je bývalý nizozemský fotbalista, záložník. Po skončení aktivní kariéry působil jako trenér.

## Fotbalová kariéra
Začínal v nizozemské lize za FC Amsterdam a FC Twente. Dále hrál 4 sezóny v anglickém klubu Middlesbrough FC. Po návratu do Nizozemí hrál za FC Den Haag. V nizozemské lize nastoupil ve 383 utkáních a dal 50 gólů a v anglické nejvyšší soutěži odehrál 40 utkání a dal 4 góly. V Poháru vítězů pohárů nastoupil v 5 utkáních a v Poháru UEFA nastoupil ve 13 utkáních a dal 1 gól. Za nizozemskou reprezentaci nastoupil v roce 1975 v přátelském utkání s Jugoslávií. Byl členem nizozemské reprezentace na Mistrovství Evropy ve fotbale 1980, ale v utkání nenastoupil.

## Ligová bilance
| Ročník                                  | Zápasy | Góly | Klub             |
| --------------------------------------- | ------ | ---- | ---------------- |
| Eredivisie 1974/75                      | 27     | 4    | FC Amsterdam     |
| Eredivisie 1975/76                      | 32     | 4    | FC Amsterdam     |
| Eredivisie 1976/77                      | 32     | 3    | FC Amsterdam     |
| Eredivisie 1977/78                      | 33     | 5    | FC Amsterdam     |
| Eredivisie 1978/79                      | 26     | 3    | FC Twente        |
| Eredivisie 1979/80                      | 33     | 4    | FC Twente        |
| Eredivisie 1980/81                      | 31     | 3    | FC Twente        |
| Football League First Division 1981/82  | 40     | 4    | Middlesbrough FC |
| Football League Second Division 1982/83 | 42     | 9    | Middlesbrough FC |
| Football League Second Division 1983/84 | 42     | 7    | Middlesbrough FC |
| Football League Second Division 1984/85 | 42     | 4    | Middlesbrough FC |
| 2. nizozemská liga 1985/86              | 36     | 9    | FC Den Haag      |
| Eredivisie 1986/87                      | 34     | 8    | FC Den Haag      |
| Eredivisie 1987/88                      | 34     | 0    | FC Den Haag      |
| 2. nizozemská liga 1988/89              | 36     | 17   | FC Den Haag      |
| Eredivisie 1989/90                      | 34     | 8    | FC Den Haag      |
| Eredivisie 1990/91                      | 34     | 6    | FC Den Haag      |
| Eredivisie 1991/92                      | 33     | 1    | FC Den Haag      |
| CELKEM 1. nizozemská liga               | 383    | 50   |                  |
| CELKEM Football League First Division   | 40     | 4    |                  |